# Raymond Collishaw
Raymond Collishaw (Nanaimo, 22 novembre 1893 – West Vancouver, 28 settembre 1976) è stato un aviatore canadese.
Vicemaresciallo dell'aviazione CB, DSO & Bar, OBE, DSC, DFC e della RAF è stato un pilota di caccia canadese distintosi come asso dell'aviazione.
Caposquadriglia e comandante, ha servito nel Royal Naval Air Service e successivamente nella Royal Air Force, fu il detentore del miglior punteggio tra i piloti del Royal Naval Air Service ed il secondo più alto tra quelli canadesi della prima guerra mondiale. È stato un grande leader in volo, portando molte delle sue formazioni alla vittoria in battaglia, abbattendo durante il conflitto un totale di 66 aerei nemici.
Come membro della RAF durante la seconda guerra mondiale, comandò il No. 204 Group RAF (che più tardi divenne la Desert Air Force) nel Nordafrica.

## Primi anni
Raymond Collishaw è nato a Nanaimo in Canada il 22 novembre 1893. Suo padre era John Edward Collishaw di Wrexham, Galles, e sua madre Sarah Jones di Newport, in Galles, ma cresciuta a Pantygog, nella valle di Garw.
All'età di 15 anni, Collishaw entrò a far parte dei Servizi di protezione della pesca canadesi come ragazzo di cabina. Era un marinaio di classe inferiore a bordo dell'Alcedo quando salpò nel circolo polare artico in cerca della spedizione di Vilhjalmur Stefansson. 
Sfortunatamente, fu difficile salvare il HMCS Karluk. 
Continuò a lavorare sulle navi e sulla costa per i successivi sette anni. 
Nel 1915, si era fatto strada come primo ufficiale.

## Prima guerra mondiale
Quando scoppiò la guerra nel 1914, la sua prima idea fu di unirsi alla Royal Navy, ma non ne sentì parlare per qualche tempo. Verso la fine del 1915, Collishaw sentì che la Royal Naval Air Service stava assumendo, e quindi si rivolse a loro, invece partecipando a corsi a Toronto (a proprie spese) e poi in Inghilterra. Si è qualificato come pilota nel gennaio 1916. Ha trascorso sette mesi a pattugliare la costa britannica. Poi, il 2 agosto 1916, entra al 3rd Wing del RNAS che operava a Ochey, in Francia, sul Sopwith 1½ Strutter britannico. Alcuni dei Sopwith erano equipaggiati come bombardieri, mentre altri erano configurati come combattenti a due posti.
La prima vittoria registrata da Collishaw nella prima metà della guerra in Germania fu il 12 ottobre 1916. Il raid era contro la Mauser Rifle Factory di Oberndorf, in Germania. I bombardieri avevano quasi raggiunto il loro obiettivo quando furono attaccati da sei Fokker tedeschi. Il tenente Collishaw si voltò, raggiunse l'altezza e sparò una raffica con la mitragliatrice anteriore. Il Fokker perse il controllo e, secondo gli equipaggi britannici, si è schiantato a terra. Secondo le autorità tedesche, non sono più in volo durante l'ingaggio, ma non è stato possibile per loro attribuire le loro perdite all'incidente piuttosto che all'azione nemica.
Le successive due vittorie di Collishaw furono pienamente testimoniate da migliaia di soldati francesi. Stava traghettando un nuovo aereo dal quartier generale dello stormo quando sei nemici si tuffarono fuori dalle nuvole e lo attaccarono. Era uno contro sei ed i tedeschi avevano il vantaggio dell'altezza. Collishaw, come William George Barker e Andrew Edward McKeever, era più felice quando era vicino al terreno in un caso del genere. Scese di quota. A livello del terreno il vantaggio dei numeri significa molto meno. In due raffiche rapide, vide due Albatroses schiantarsi contro gli alberi, dopo di che gli altri volarono via. Il volo impressionò così tanto i francesi che gli diedero la Croix de guerre 1914-1918 (Francia).
Nel febbraio del 1917, Collishaw fu assegnato al No. 203 Squadron RAF, che stava operando con l'esercito vicino a Cambrai. Collishaw fu impiegato come scorta per lo squadrone, abbattendo un aereo tedesco. In aprile, è tornato sulla costa, trasferito al No. 210 Squadron RAF, impegnato principalmente in pattuglie costiere.
Alla fine di maggio, il Royal Flying Corps aveva un forte bisogno di rinforzi, molto per gli effetti collaterali del Bloody April. Di conseguenza, Collishaw venne assegnato al suo precedente No. 210 Squadron RAF come comandante. La Sezione "B" di Collishaw era composta interamente da canadesi. Sebbene i comandanti britannici avessero scoraggiato i piloti a dipingere i loro aerei, la Sezione di Collishaw dipinse i Sopwith Triplane di Nero (anche se appariva marrone scuro) e si definì la sezione All-Black, in seguito conosciuto come Black Flight.
Gli aerei della sezione tutto neri furono battezzati con nomi adatti. Ellis Reid, di Toronto, Black Roger; J. E. Sharman, di Winnipeg, Black Death; Gerry Nash, di Hamilton, chiamò la sua macchina Black Sheep; e Marcus Alexander, di Toronto, battezzò il suo aereo il Principe Nero. Il comandante di sezione, Collishaw, pilotò una macchina che si gloriava nel nome di Black Maria.
Collishaw passa dai Royal Flying Corps alla Royal Canadian Navy.
Il 6 giugno 1917 fu il giorno più bello. Stavano effettuando pattuglie offensive con 10 aerei. Collishaw stava conducendo una pattuglia quando si imbatté in un Albatros biposto scortato da 15 caccia Albatross e Halberstadt. Collishaw fece cadere tre Albatros, Nash abbatté una Aviatik a due posti ed un Albatross, Reid abbatté un Halberstadt, Sharman e Alexander abbatterono ciascuno un Albatros. In totale, il RNAS abbatté 10 aeromobili tedeschi senza alcuna perdita.
La loro prima sconfitta arrivò quando avevano raggiunto un totale di cinquanta vittorie. Il 26 giugno, gli All-Blacks hanno trovato il Jagdstaffel 11. di Manfred von Richthofen. Gerry Nash ha scoperto che stava combattendo due piloti tedeschi con una sola mano. Uno dei tedeschi era il tenente Karl Allmenröder, vincitore di circa 30 battaglie aeree e secondo solo a Richthofen tra i piloti tedeschi allora in azione. L'altro avversario di Nash era lo stesso Richthofen.
Contro i più letali piloti tedeschi, Nash ha combattuto una tremenda battaglia. È stato contorto e girato, in cerca di aperture, ma alla fine Allmenröder ha avuto la meglio su Nash che riesce ad atterrare in sicurezza - ma dietro le linee nemiche, dove viene catturato.
I quattro sopravvissuti furono amareggiati dalla perdita, poiché erano cresciuti come una banda di fratelli e giurarono di tenere d'occhio gli Albatros dello squadrone di Richthofen che aveva abbattuto Nash. Allo stesso tempo pensavano che Nash fosse morto. La mattina del 27 giugno incontrarono la Staffel di Richthofen vicino a Courtrai e questa volta Collishaw si trovò contro l'Albatros di Allmenröder - sebbene non era a conoscenza all'epoca in cui stava combattendo il vincitore di Nash. Era uno dei classici combattimenti tra assi della guerra, come Barker contro Linke, come Hawker contro Richthofen: due combattenti esperti ed esperti, che conoscevano ogni trucco, si erano incontrati.
Presero testa a testa, poi entrarono nel "valzer", ma alla fine Collishaw trovò un'apertura ed Allmenröder andò fuori controllo, fino alla sua morte vicino a Lille. Nash, che giaceva in una cella, ascoltò una campana della chiesa suonare quel pomeriggio e apprese dalla sua guardia che erano i funerali di Allmenröder, che lo aveva abbattuto. Allmenröder, ha detto la guardia, è stato abbattuto dal capo dei Black Triplanes."
In agosto, Collishaw tornò in Canada per due mesi di ferie, il secondo asso vivente con maggiori vittorie dell'Impero britannico. Era quasi sconosciuto, in netto contrasto con la grande accoglienza data all'asso vivente di punta, Billy Bishop, quando tornò in licenza nello stesso periodo. Al tempo, ricevette due decorazioni britanniche durante l'estate: Distinguished Service Cross (Regno Unito) e la Distinguished Service Order. Tornando in guerra alla fine di novembre, prese il comando del No. 213 Squadron RAF, che operava da Dunkerque che faceva il servizio di scorta pattugliando il Canale.
Lo squadrone forniva protezione per un aereo da osservazione. Una formazione tedesca si avvicinò e Collishaw condusse i suoi piloti all'attacco, ma scoprì che le sue armi si erano bloccate a causa del congelamento dell'olio per la bassa temperatura. Diverse volte si girò per attaccare i tedeschi che ogni volta si ritiravano, finché le riprese non furono terminate. Poi Collishaw venne a sapere che tutte le armi dello squadrone erano bloccate - probabilmente anche tutte le armi dei caccia tedeschi."
Il 23 gennaio 1918, Collishaw tornò nella zona del Fronte Occidentale al Comando del No. 3 Naval Squadron, che era equipaggiato con i letali Sopwith Camel britannici. Il 1º aprile, la RNAS e la RFC si fusero e la N. 3 Naval divenne la No. 203 Squadron Royal Air Force. Collishaw rimase al comando nel nuovo grado di Maggiore, imparando che servire come ufficiale comandante occupava gran parte del suo tempo con "lavoro di carta". Ma riuscì a trovare il tempo per volare e, verso la fine dell'estate, gli fu assegnato il Distinguished Flying Cross (Regno Unito).
Il suo aereo è stato abbattuto senza controllo schiantandosi diverse volte. Una volta, perso nella nebbia, atterrò su un aerodromo tedesco e in realtà stava rullando sull'asfalto quando vide le insegne tedesche sugli aerei a terra, e le truppe tedesche si precipitarono ad arrestarlo. Aprì l'acceleratore, decollò e fuggì. In un'altra occasione, i suoi occhiali vennero distrutti da un proiettile nemico. Una volta i suoi comandi vennero spezzati dal fuoco di una mitragliatrice tedesca da terra e dovette guidare l'aereo fino all'atterraggio, fortunatamente vicino alle trincee britanniche.
Collishaw ottenne 60 vittorie.

## 1919 in Russia
Collishaw era in Inghilterra mentre lavorava alla formazione della Royal Canadian Air Force quando fu firmato l'Armistizio. Fu promosso tenente colonnello durante questo periodo. Prese una licenza in Canada a dicembre prima di tornare in Inghilterra. Stava progettando di tentare di volare attraverso l'Atlantico usando un bombardiere a lungo raggio, ma i suoi piani furono interrotti dagli eventi.
Fu presa la decisione di inviare un messaggio alle forze russe bianche del generale Anton Ivanovič Denikin nella Guerra civile russa e Collishaw fu scelto come comandante. Il suo squadrone si trovò a combattere contro i bolscevichi, che avevano abili piloti tedeschi nei loro aerei. Questa campagna fu originariamente fatta mentre lo squadrone veniva ritirato. Collishaw aggiunse un'altra vittoria al suo totale durante questo conflitto, riuscendo ad affondare una cannoniera nemica con una bomba lanciata dal suo Sopwith Camel. Nella sua autobiografia ha ammesso che le sue esperienze, e in particolare la sua fuga dalla Russia, erano molto più spaventose di quelle sul fronte occidentale.

## Il dopoguerra
Dopo che il No. 47 Squadron RAF fu ritirato dalla Russia, Collishaw fu inviato in Egitto per comandare il No. 84 Squadron RAF. Lo squadrone fu trasferito in Persia, che divenne un protettorato britannico dopo la guerra, per difendersi dai russi. Nella Lista d'onore di Capodanno del 1921, Collishaw fu nominato Ufficiale dell'Ordine dell'Impero Britannico.
Dal 1º ottobre 1923 comanda il No. 41 Squadron RAF sui Sopwith Snipe nel Middlesex fino al 15 aprile 1924.
Nel 1935 e nel 1936, durante la Guerra d'Etiopia, Collishaw comandò il No. 5 Wing RAF.

## Seconda guerra mondiale
Durante la Seconda Guerra Mondiale, Collishaw raggiunse il grado di Vice maresciallo dell'aria; gli è stato assegnato l'Ordine del Bagno durante il suo servizio.
All'inizio della seconda guerra mondiale nel 1939, Collishaw fu promosso ad Air Commodore e rilevò l'Air Commanding Officer del No. 204 Group ("Egypt Group") in Nordafrica. Si concentrò sulla strategia e la tattica per neutralizzare l'aviazione francese ed ottenere una superiorità aerea in Nord Africa con i caccia biplano Gloster Gladiator ed i bombardieri Vickers Wellesley. Ha poi rivolto i gli sforzi a bombardare porti, navi e truppe per sostenere il rafforzamento del Nord Africa affondando il San Giorgio (incrociatore) e facendo saltare un deposito di munizioni.
I suoi piloti erano pochi, ma sopperì a questa carenza con esperti consigli sulle tattiche aeree, attacchi aggressivi e inganni. Aveva solo un moderno caccia Hawker Hurricane da usare al fronte (altri tre furono relegati all'addestramento) soprannominato "Colly's Battleship". Fece del suo meglio spostandolo costantemente da una base all'altra e lasciando che gli italiani lo vedessero. Ebbe l'idea di fare molti, singoli attacchi aerei sulle formazioni italiane per ingannarle facendo loro pensare di avere molti aerei. Il risultato fu che gli italiani sparsero i loro caccia superiori in Nord Africa e diluirono le loro forze. Collishaw implementò una procedura di attacchi continui che costrinse gli italiani ad avere pattuglie pronte. Questo era incredibilmente dispendioso in termini di uomini, carburante e mezzi.
Nel luglio del 1941 Collishaw fu richiamato dal deserto dall'Air Vice Marshal Arthur Coningham. Gli fu dato l'incarico nel Comando del No. 14 Group RAF a Scapa Flow, in Scozia dal 21 marzo 1942, e vi rimase fino al 15 luglio del 1943, quando andò involontariamente in pensione. Trascorse il resto della guerra come ufficiale di collegamento aereo regionale della Protezione Civile.